# 自然成立
自然成立（しぜんせいりつ）は、日本の国会の用語の一つ。衆議院と参議院の両院での可決（修正議決およびこれに対する同意を含む）を要する案件のうち衆議院の優越が規定されているものについて、参議院での進捗状況にかかわらず、衆議院での議決から一定期間（30日または10日）が経過したことをもってその案件が自動的に成立となる状態のことをいう。法文上の公式用語ではなく、報道等で用いられる表現である。

## 概要
日本において、「予算」と「条約の承認」は衆議院・参議院の両院で可決（修正議決およびこれに対する同意を含む）したときに成立し、「首班指名選挙」は両院が同一人物を指名したときに新首相が確定する。これらの案件（以下「3案」という）で衆議院と参議院が異なる議決をした場合も、両院協議会を開いた上で両院の合意が得られれば協議会の成案が成立し、合意が得られないときでも衆議院の議決が国会の議決となること（衆議院の優越）が規定されている。したがって、参議院が否決（修正議決及びこれに対する不同意を含む）という院の意思を示した場合には、手続が遅滞なく進むことが担保されている。
一方、参議院が「議決」という明確な意思を表示しない場合は、案件を抱えたまま会期を経過させる（場合によっては会期終了で廃案にする）など「否決とは異なる形での衆議院への抵抗」をすることが理論上可能となるが、3案についてはこれを防ぐため憲法に日数を限った形での衆議院の優越に関する規定（憲法第60条、第61条および第67条）があり、「予算」と「条約の承認」の場合は衆議院可決後30日間（衆議院からの受領当日を含み、国会休会中の期間を除く）以内に、「首班指名選挙」では衆議院指名後10日間（衆議院指名当日を含み、国会休会中の期間を除く）以内に、参議院本会議での議決に至らなかった場合、衆議院の議決が国会の議決となる、と定められている。
このように日数の経過により自動的に（自然に）案件が成立する様態から、報道等において「自然成立」という表現が用いられる。なお、条約の承認の自然成立については「自然承認」とも表現される。
予算や条約が自然成立をした場合は国会法第83条の3第2項により自然成立の旨を衆議院が参議院に通知し、通知を受けた参議院は国会法第83条の3第3項により直ちに衆議院の送付案または回付案を衆議院に返付する規定になっている。
予算や条約に関する自然成立の起算点である「衆議院議決案を参議院が受領した日」について、衆議院事務局は「衆議院議決案を参議院に送付または回付した日と同日」としているが、参議院は「送付または回付された衆議院議決案の受領を参議院の任意で判断した日」とし、解釈が分かれている（衆議院の優越#みなし否決・自然成立の起算点を参照）。

## 自然成立となった例
参議院が予算の議決を行わず自然成立となった例
過去に2例ある。
| 衆院議決日                | 議案                          | 自然成立日 |
| ------------------------- | ----------------------------- | ---------- |
| 1954年（昭和29年）3月4日  | 昭和29年度一般会計予算ほか2案 | 4月2日     |
| 1989年（平成元年）4月28日 | 平成元年度一般会計予算ほか2案 | 5月27日    |

参議院が条約の承認の議決を行わず自然成立となった例
過去に23例ある。
| 衆院議決日                | 議案 | 自然成立日 |
| ------------------------- | --- | ---------- |
| 1958年（昭和33年）11月1日 | 原子力の平和的利用における協力のための日本国政府とグレート・ブリテン及び北部アイルランド連合王国政府との間の協定の締結について承認を求めるの件（日英原子力協定）                                                   | 11月30日   |
| 1960年（昭和35年）5月20日 | 日本国とアメリカ合衆国との間の相互協力及び安全保障条約の締結について承認を求めるの件（日米安保条約） | 6月19日    |
| 1960年（昭和35年）5月20日 | 日本国とアメリカ合衆国との間の相互協力及び安全保障条約第6条に基づく施設及び区域並びに 日本国における合衆国軍隊の地位に関する協定の締結について承認を求めるの件（日米地位協定）                                     | 6月19日    |
| 1965年（昭和40年）4月30日 | 1963年12月17日に国際連合総会決議第1991号(XVIII)によつて採択された国際連合憲章の改正の批准について承認を求めるの件（国際連合憲章改正）                                                                              | 5月29日    |
| 1966年（昭和41年）4月26日 | 関税率表における物品の分類のための品目表に関する条約及び1950年12月15日にブラッセルで署名された関税率表における物品の分類のための品目表に関する条約の改正に関する議定書の締結について承認を求めるの件（品目表条約） | 5月25日    |
| 1973年（昭和48年）5月10日 | アフリカ開発基金を設立する協定の締結について承認を求めるの件 | 6月9日     |
| 1973年（昭和48年）5月10日 | 1971年12月20日に国際連合総会決議第2847号(XXVI)によつて採択された国際連合憲章の改正の批准について承認を求めるの件（国際連合憲章改正）                                                                               | 6月9日     |
| 1973年（昭和48年）7月10日 | 原子力の非軍事的利用に関する協力のための日本国政府とアメリカ合衆国政府との間の協定を改正する議定書の締結について承認を求めるの件（日米原子力協定改正）                                                             | 8月8日     |
| 1974年（昭和49年）3月19日 | 渡り鳥及び絶滅のおそれのある鳥類並びにその生息環境の保護に関する日本国政府とソビエト社会主義共和国連邦政府との間の条約の締結について承認を求めるの件（日ソ渡り鳥条約）                                             | 4月17日    |
| 1974年（昭和49年）3月19日 | 渡り鳥及び絶滅のおそれのある鳥類並びにその環境の保護に関する日本国政府とオーストラリア政府との間の協定の締結について承認を求めるの件（日豪渡り鳥協定）                                                             | 4月17日    |
| 1977年（昭和52年）5月10日 | 日本国と大韓民国との間の両国に隣接する大陸棚の北部の境界画定に関する協定及び日本国と大韓民国との間の両国に隣接する大陸棚の南部の共同開発に関する協定の締結について承認を求めるの件（日韓大陸棚協定）               | 6月9日     |
| 2008年（平成20年）5月13日 | 千九百九十四年の関税及び貿易に関する一般協定の譲許表第三十八表（日本国の譲許表）の修正及び訂正に関する二千八年一月二十二日に作成された確認書の締結について承認を求めるの件                                         | 6月12日    |
| 2008年（平成20年）5月13日 | 社会保障に関する日本国とオランダ王国との間の協定の締結について承認を求めるの件 | 6月12日    |
| 2008年（平成20年）5月13日 | 社会保障に関する日本国とチェコ共和国との間の協定の締結について承認を求めるの件 | 6月12日    |
| 2008年（平成20年）5月20日 | 国際物品売買契約に関する国際連合条約の締結について承認を求めるの件 | 6月19日    |
| 2008年（平成20年）5月20日 | 千九百四十九年のアメリカ合衆国とコスタリカ共和国との間の条約によって設置された全米熱帯まぐろ類委員会の強化のための条約（アンティグア条約）の締結について承認を求めるの件                                           | 6月19日    |
| 2008年（平成20年）5月20日 | 所得に対する租税に関する二重課税の回避及び脱税の防止のための日本国とオーストラリアとの間の条約の締結について承認を求めるの件                                                                                       | 6月19日    |
| 2008年（平成20年）5月20日 | 所得に対する租税に関する二重課税の回避及び脱税の防止のための日本国とパキスタン・イスラム共和国との間の条約の締結について承認を求めるの件                                                                           | 6月19日    |
| 2008年（平成20年）5月22日 | 東南アジア諸国連合貿易投資観光促進センターを設立する協定の改正の受諾について承認を求めるの件 | 6月21日    |
| 2008年（平成20年）5月22日 | 包括的な経済上の連携に関する日本国及び東南アジア諸国連合構成国の間の協定の締結について承認を求めるの件 | 6月21日    |
| 2014年（平成26年）4月22日 | 意匠の国際登録に関するハーグ協定のジュネーブ改正協定の締結について承認を求めるの件 | 5月21日    |
| 2014年（平成26年）4月22日 | 千九百七十九年九月二十八日に修正された千九百六十八年十月八日にロカルノで署名された意匠の国際分類を定めるロカルノ協定の締結について承認を求めるの件                                                                 | 5月21日    |
| 2014年（平成26年）4月22日 | 視聴覚的実演に関する北京条約の締結について承認を求めるの件 | 5月21日    |

参議院が内閣総理大臣の指名の議決を行わず自然指名となった例
過去に例がない。